# Aleksandr Soldatenkov (cầu thủ bóng đá)

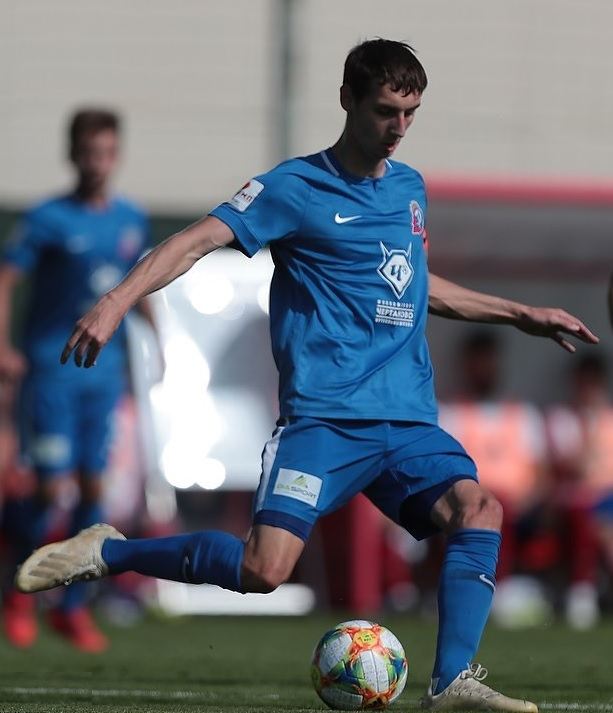

Aleksandr Yevgenyevich Soldatenkov (tiếng Nga: Александр Евгеньевич Солдатенков; sinh ngày 28 tháng 12 năm 1996) là một cầu thủ bóng đá người Nga thi đấu cho FC Chertanovo Moskva.

## Sự nghiệp câu lạc bộ
Anh ra mắt chuyên nghiệp tại Giải bóng đá chuyên nghiệp quốc gia Nga cho FC Chertanovo Moskva vào ngày 14 tháng 7 năm 2014 trong trận đấu với FC Metallurg Lipetsk.

## Thống kê sự nghiệp

### Câu lạc bộ
Tính đến ngày 8 tháng 10 năm 2023
| Club                  | Season       | League                 | League | League | Cup  | Cup   | Continental | Continental | Other | Other | Total | Total |
| Club                  | Season       | Division               | Apps   | Goals  | Apps | Goals | Apps        | Goals       | Apps  | Goals | Apps  | Goals |
| --------------------- | ------------ | ---------------------- | ------ | ------ | ---- | ----- | ----------- | ----------- | ----- | ----- | ----- | ----- |
| Chertanovo Moscow     | 2014–15      | Russian Second League  | 24     | 0      | –    | –     | –           | –           | –     | –     | 24    | 0     |
| Chertanovo Moscow     | 2015–16      | Russian Second League  | 23     | 3      | 1    | 0     | –           | –           | –     | –     | 24    | 3     |
| Chertanovo Moscow     | 2016–17      | Russian Second League  | 21     | 0      | 1    | 0     | –           | –           | 5     | 0     | 27    | 0     |
| Chertanovo Moscow     | 2017–18      | Russian Second League  | 24     | 1      | 3    | 0     | –           | –           | 5     | 0     | 32    | 1     |
| Chertanovo Moscow     | 2018–19      | Russian First League   | 37     | 0      | 1    | 0     | –           | –           | 3     | 1     | 41    | 1     |
| Chertanovo Moscow     | 2019–20      | Russian First League   | 26     | 0      | 2    | 0     | –           | –           | 4     | 0     | 32    | 0     |
| Chertanovo Moscow     | Total        | Total                  | 155    | 4      | 8    | 0     | 0           | 0           | 17    | 1     | 180   | 5     |
| Krylia Sovetov Samara | 2020–21      | Russian First League   | 35     | 4      | 6    | 1     | –           | –           | –     | –     | 41    | 5     |
| Krylia Sovetov Samara | 2021–22      | Russian Premier League | 23     | 0      | 2    | 0     | –           | –           | –     | –     | 25    | 0     |
| Krylia Sovetov Samara | 2022–23      | Russian Premier League | 25     | 0      | 9    | 0     | –           | –           | –     | –     | 34    | 0     |
| Krylia Sovetov Samara | 2023–24      | Russian Premier League | 10     | 0      | 3    | 0     | –           | –           | –     | –     | 13    | 0     |
| Krylia Sovetov Samara | Total        | Total                  | 93     | 4      | 20   | 1     | 0           | 0           | 0     | 0     | 113   | 5     |
| Career total          | Career total | Career total           | 248    | 8      | 28   | 1     | 0           | 0           | 17    | 1     | 293   | 10    |

1. 1 2 3 4  Appearances in the FNL Cup

### Quốc tế
Tính đến ngày 20 tháng 11 năm 2023
| Đội tuyển quốc gia | Năm       | Trận | Bàn |
| ------------------ | --------- | ---- | --- |
| Nga                | 2022      | 1    | 0   |
| Nga                | 2023      | 3    | 1   |
| Tổng cộng          | Tổng cộng | 4    | 1   |

#### Bàn thắng quốc tế
Bàn thắng và kết quả của Nga được để trước.
| # | Ngày                | Địa điểm                                 | Đối thủ | Bàn thắng | Kết quả | Giải đấu |
| - | ------------------- | ---------------------------------------- | ------- | --------- | ------- | -------- |
| 1 | 12 tháng 9 năm 2023 | Sân vận động Al Janoub, Al Wakrah, Qatar | Qatar   | 1–1       | 1–1     | Giao hữu |